# 991
991 (CMXCI) var ett normalår som började en torsdag i den julianska kalendern.

## Händelser

### Okänt datum
- Erik Segersäll driver ut Sven Tveskägg och erövrar Danmark samt låter döpa sig.
- Ethelred II av England möter den största vikingaflottan på ett sekel. Flottan leds av Olav Tryggvason.

## Födda
- Airlangga, kungariket Kahuripans ende raja.

## Avlidna
- Karl av nedre Lothringen, hertig av Burgund.
- Teofano, tyskromersk kejsarinna och regent.